# Csokonyavisonta

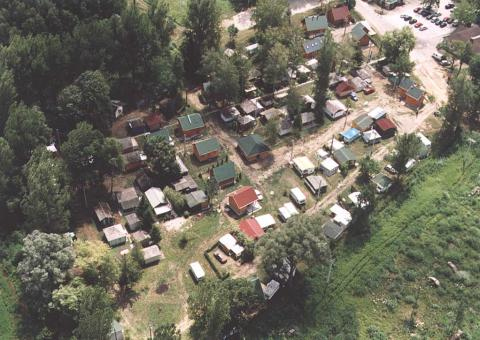
Csokonyavisonta.

Csokonyavisonta är ett samhälle i Somogy i Ungern. Csokonyavisonta ligger i distriktet Barcs och har en area på 81,29 kvadratkilometer. År 2019 hade Csokonyavisonta totalt 1 645 invånare.